# 1401
Năm 1401 là một năm trong lịch Julius.

## Sinh
- 12 tháng 5 - hoàng Shoko của Nhật Bản (mất 1428)
- 23 tháng 7 - Francesco I Sforza, công tước của Milan (mất 1466)
- 27 tháng 10 - Catherine của Valois, nữ hoàng của Henry VI của Anh (mất 1437)
- 26 tháng 11 - Henry Beaufort, thứ hai của bá tước Somerset (mất 1418)
- 21 tháng 12 - Tommaso Masaccio, họa sĩ người Ý (mất 1428)
- Charles I, Công tước của Bourbon (mất 1456)
- Jacqueline, Nữ công tước của Hainaut (mất 1436)